# Макшеева, Мария Леонидовна
Мария Леонидовна Макшеева (8 мая 1996) — российская футболистка, полузащитница, игрок в мини-футбол и футзал.

## Биография
Воспитанница чебоксарского спорта. Во взрослых соревнованиях начала выступать в 2010 году, когда в составе клуба «Волжанка» (Чебоксары) стала обладательницей Кубка России по футзалу и получила приз «надежда российского футзала».
В большом футболе начала выступать в 2011 году в первом дивизионе за клуб «Ника» (Казань). В сезоне 2012/13 играла за клуб «Мордовочка» (Саранск). В высшем дивизионе России сыграла единственный матч в 15-летнем возрасте, 6 сентября 2012 года против «Россиянки», заменив на 86-й минуте Марину Качмазову. В 2013 году играла в первом дивизионе за команду Саратова, в 2014—2015 годах — за ульяновскую «Волгу» в любительских соревнованиях по футболу и первой лиге по мини-футболу.
Позднее вернулась в Чебоксары и выступала за местные команды по футболу, мини-футболу и футзалу во взрослых и студенческих соревнованиях. Была капитаном команды Чувашской государственной сельскохозяйственной академии, позднее — играющим тренером команды академии.
Училась в ЧувГСХА на факультете ветеринарной медицины и зоотехнии.